# Lista episoadelor din Bates Motel
Bates Motel este un serial de televiziune dramatic american creat de Carlton Cuse, Kerry Ehrin și Anthony Cipriano. Este produs de Universal Television pentru A&E. 
Serialul, un "prequel contemporan"[2][3] al filmului din 1960 Psycho (bazat pe romanul omonim al lui Robert Bloch), prezintă viața lui Norman Bates și a mamei sale Norma înainte de evenimentele prezentate în filmul lui Hitchcock. Acțiunea serialului are loc în orașul fictiv "White Pine Bay, Oregon," spre deosebire de "Fairvale, California" care este locul de acțiune al filmului din 1960. Serialul începe după moartea tatălui lui Norman și soțul lui Norma, lucru care o face pe Norma să se mute și să cumpere un motel în Oregon pentru ca Norman să aibă șansa unei noi vieți.
La data de 20 mai 2013 , 10 episoade ale serialului Bates Motel au fost transmise, acestea formând sezonul I.

## Prezentare generală
| Sezon | Sezon | Episoade | Premiera TV        | Premiera TV         | Lansare DVD & Blu-ray | Lansare DVD & Blu-ray | Lansare DVD & Blu-ray |
| Sezon | Sezon | Episoade | Premiera sezonului | Sfârșitul sezonului | Regiunea 1            | Regiunea 2            | Regiunea 4            |
| ----- | ----- | -------- | ------------------ | ------------------- | --------------------- | --------------------- | --------------------- |
|       | 1     | 10       | 18 martie 2013     | 20 mai 2013         | 17 septembrie 2013    | TBA                   | TBA                   |
|       | 2     | 10       | 2014               | TBA                 | TBA                   | TBA                   |                       |

## Episoade

### Sezonul 1 (2013)
| Nr. total | Nr. în sezon | Titlu                            | Regia          | Scenariu                                                                                                | Premiera TV     | Audiență SUA (milioane) |
| --- | ------------ | -------------------------------- | -------------- | --- | --------------- | ----------------------- |
| 1 | 1            | „First You Dream, Then You Die”  | Tucker Gates   | Story by: Carlton Cuse & Kerry Ehrin and Anthony Cipriano Teleplay by: Kerry Ehrin and Anthony Cipriano | 18 martie 2013  | 3.04                    |
| După moartea bruscă a tatălui lui Norman, văduva Norma Bates și fiul ei mai mare (de 17 ani), Norman se mută din Arizona în White Pine Bay, Oregon, unde cumpără un motel. Fostul proprietar al motelului, Keith Summers, intră noaptea peste Norma și o violează, apoi Norman îl lovește puternic în cap. Când Summers se trezește și-i spune lui Norma că i-a plăcut ce i-a făcut, Norma îl ucide. Cei doi ascund cadavrul de poliție într-o baie, apoi îl aruncă în apă. Norman găsește sub mochetă un caiet vechi cu desene care prezintă o fată care este torturată. Similar, o femeie este prezentată ca fiind drogată de către cineva necunoscut. |              |                                  |                | |                 |                         |
| 2 | 2            | „Nice Town You Picked, Norma...” | Tucker Gates   | Kerry Ehrin                                                                                             | 25 martie 2013  | 2.84                    |
| 3 | 3            | „What's Wrong With Norman”       | Paul Edwards   | Jeff Wadlow                                                                                             | 1 aprilie 2013  | 2.82                    |
| 4 | 4            | „Trust Me”                       | Johan Renck    | Kerry Ehrin                                                                                             | 8 aprilie 2013  | 2.30                    |
| 5 | 5            | „Ocean View”                     | David Straiton | Jeff Wadlow                                                                                             | 15 aprilie 2013 | 2.66                    |
| 6 | 6            | „The Truth”                      | Tucker Gates   | Carlton Cuse & Kerry Ehrin                                                                              | 22 aprilie 2013 | 2.93                    |
| 7 | 7            | „The Man in Number 9”            | SJ Clarkson    | Kerry Ehrin                                                                                             | 29 aprilie 2013 | 2.99                    |
| 8 | 8            | „A Boy and His Dog”              | Ed Bianchi     | Bill Balas                                                                                              | 6 mai 2013      | 2.71                    |
| 9 | 9            | „Underwater”                     | Tucker Gates   | Carlton Cuse & Kerry Ehrin                                                                              | 13 mai 2013     | 2.48                    |
| 10 | 10           | „Midnight”                       | Tucker Gates   | Carlton Cuse & Kerry Ehrin                                                                              | 20 mai 2013     | 2.70                    |

### Sezonul 2 (2014)
La 8 aprilie 2013, A&E a reînnoit Bates Motel cu un al doilea sezon, ca urmare a recenziilor pozitive și a audienței crescute.

## Bun serial
1. ↑  Adnreeva, Nellie (4 ianuarie 2013). „A&E Sets Premiere Date For 'Psycho' Prequel Series 'Bates Motel': TCA”. Deadline. Accesat în 12 iunie 2013.
2. ↑  „Bates Motel - Season 1 Reviews”. Metacritic. Accesat în 12 iunie 2013.
3. ↑  Lambert, David (27 iunie 2013). „Bates Motel - 'Sezonul 1' of the Modern 'Psycho' Re-Imagining on DVD and Blu-ray”. TV Shows on DVD. Arhivat din original la 11 ianuarie 2014. Accesat în 28 iunie 2013.
4. 1 2  „Shows A–Z – bates motel on a&e”. The Futon Critic. Accesat în 12 iunie 2013.
5. ↑  Bibel, Sara. „Monday Cable Ratings: NBA Basketball Wins Night, 'WWE Raw', 'Bates Motel', 'Dallas', 'Being Human' & More”. TV by the Numbers. Arhivat din original la 13 septembrie 2015. Accesat în 19 martie 2013.
6. ↑  Bibel, Sara. „Monday Cable Ratings: 'Monday Night RAW' Wins Night + 'Teen Mom II', 'Bates Motel', 'Storage Wars', 'The Real Housewives of Beverly Hills' & More”. TV by the Numbers. Arhivat din original la 2 aprilie 2013. Accesat în 26 martie 2013.
7. ↑  Bibel, Sara. „Monday Cable Ratings: 'WWE Raw' Wins Night, 'Teen Mom 2', 'Bates Motel', 'Dallas', 'Being Human', 'Love and Hip Hop' & More”. TV by the Numbers. Arhivat din original la 7 mai 2015. Accesat în 2 aprilie 2013.
8. ↑  Kondolojy, Amanda (9 aprilie 2013). „Monday Cable Ratings: 'Monday Night RAW' Wins Night + 'Teen Mom 2', 'MTV Movie Sneak Peek', 'Bates Motel' & More”. TV by the Numbers. Arhivat din original la 14 aprilie 2013. Accesat în 13 aprilie 2013.
9. ↑  Bibel, Sara (16 aprilie 2013). „Monday Cable Ratings: 'WWE Raw' Wins Night, 'Defiance', 'Bates Motel', 'Dallas', 'Teen Mom 2' & More”. TV by the Numbers. Arhivat din original la 20 aprilie 2013. Accesat în 16 aprilie 2013.
10. ↑  Kondolojy, Amanda (23 aprilie 2013). „Monday Cable Ratings: 'Love and Hip Hop: Atlanta' Wins Night + WWE Raw, 'Teen Mom II', NBA Playoffs & More”. TV by the Numbers. Arhivat din original la 28 aprilie 2013. Accesat în 23 aprilie 2013.
11. ↑  Bibel, Sara (30 aprilie 2013). „Monday Cable Ratings: NBA Playoffs Win Night, 'WWE Raw', 'Teen Mom 2', 'Bates Motel', 'Defiance', 'Warehouse 13'& More”. TV by the Numbers. Arhivat din original la 5 mai 2013. Accesat în 30 aprilie 2013.
12. ↑  Kondolojy, Amanda (7 mai 2013). „Monday Cable Ratings: NBA Basketball Dominates + 'Love & Hip Hop: Atlanta', 'Teen Mom II', 'TI & Tiny', 'Monday Night RAW' & More”. TV by the Numbers. Arhivat din original la 6 iunie 2013. Accesat în 7 mai 2013.
13. ↑  Kondolojy, Amanda (14 mai 2013). „Monday Cable Ratings: NBA Basketball Wins Night + 'Love & Hip Hop Atlanta', 'Monday Night RAW', 'Teen Mom II', 'Bates Motel' & More”. TV by the Numbers. Arhivat din original la 7 iunie 2013. Accesat în 14 mai 2013.
14. ↑  Bibel, Sara (21 mai 2013). „Monday Cable Ratings: 'WWE Raw' & 'Love & Hip Hop Atlanta' Win Night; 'Bates Motel', 'Defiance', 'Warehouse 13' & More”. TV by the Numbers. Arhivat din original la 7 iunie 2013. Accesat în 21 mai 2013.
15. ↑  Keveney, Bill (8 aprilie 2013). „A&E renews 'Bates Motel' for second season”. USA Today. Accesat în 28 aprilie 2013.

## Legături externe
- Site web oficial
- „Bates Motel” la Internet Movie Database